# Milne-ijsplateau
Het Milne-ijsplateau was het op een na grootste ijsplateau in de Noordelijke IJszee. Het bestaat uit gletsjerijs van de Milnegletsjer, en is gelegen aan de noordwestkust van Ellesmere, Canada, bij de Milnefjord, ongeveer 250 km ten westen van de plaats Alert.
In 1986 had het ijsplateau een oppervlakte van ongeveer 290 km2, met een centrale dikte van 100 m.  Hoewel het de laatste ijskap op het noordelijk halfrond was die volledig intact was gebleven, stortte meer dan 40% van de plaat eind juli 2020 binnen 2 dagen in, hetgeen grotendeels wordt toegeschreven aan de opwarming van de Aarde.

## Trivia
Het Milne-ijsplateau is een belangrijke locatie in het boek De Delta Deceptie van Dan Brown.